# Nomia stageri
Nomia stageri là một loài Hymenoptera trong họ Halictidae. Loài này được Pauly mô tả khoa học năm 2000.